# Archivo Municipal de Pamplona
El Archivo Municipal de Pamplona (a menudo abreviado como AMP)  «es el servicio encargado de la organización, conservación, acceso y difusión de los documentos producidos y recibidos por el Ayuntamiento de Pamplona y sus organismos autónomos.»
Es uno de los servicios municipales más antiguos ofrecidos por el municipio al estar contemplado «ya en 1423 por Carlos III el Noble, cuando dota a la ciudad de Pamplona de una nueva organización, tras la Unión de los Burgos» aunque su comienzo se concretará en 1566.
En la actualidad, desde el 18 de abril de 1986, tiene su sede principal en el edificio que ocupaba el viejo Seminario de San Juan Bautista, un edificio del siglo XVIII situado en la Calle del Mercado de Pamplona.

## Historia

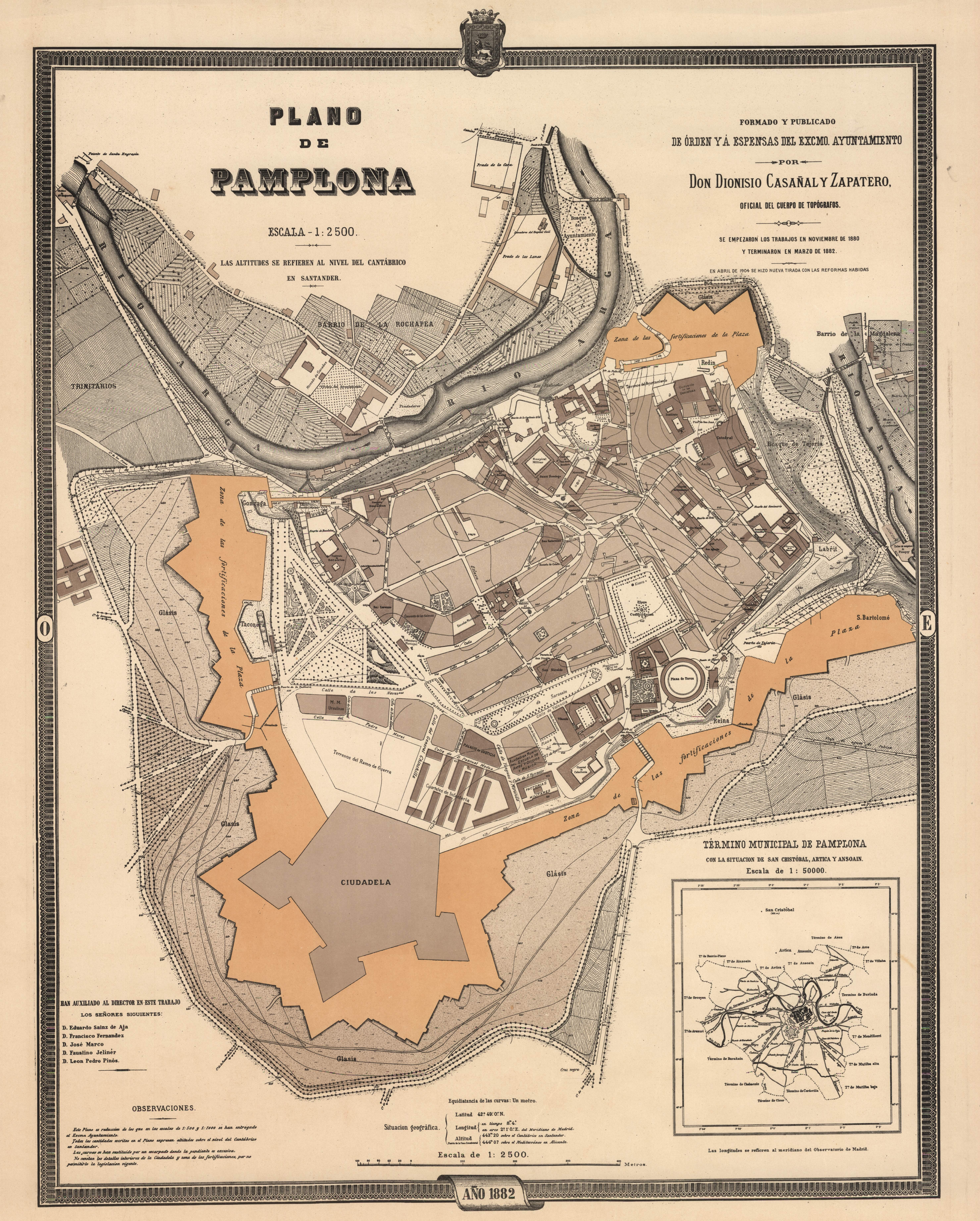
Plano de Pamplona (1904)

### Génesis
Su historia empieza el 8 de septiembre de 1423, cuando el rey Carlos III el Noble pone fin a los seculares conflictos entre las tres poblaciones, los llamados burgos, y establece una estructura de gobierno municipal única con una organización que, paulatinamente y en paralelo, desarrolla las nuevas funciones y competencias. Una de las primeras directrices en este sentido establece la creación de un sistema de almacenamiento del propio privilegio, los nuevos sellos y la inmediata documentación que genera el nuevo consistorio dando lugar a la formación de un fondo que actualmente cabe calificar de «excepcional por su volumen, por sobrepasar los seis mil metros lineales, y por su calidad.»
El Privilegio de la Unión establece la nueva estructura municipal, una nueva jurería o casa consistorial, y la construcción de «un arca de roble con tres llaves para que los tres burgos -la Ciudad de la Navarrería, el Burgo de San Cernin y la Población de San Nicolás- guarden sus documentos, sellos y pendón comunes, para utilidad y provecho de todos los habitantes.» El capítulo textual dice así:
18. [Cómo el pueblo o los diez Jurados deuen fazer una fuert archa et dentro en eilla deuen ser puestos todos letras, priuillegios, sieillos et pendón et qué personas deuen tener las claues de-la dicha archa]
Otrossí, de consentimiento et voluntat de todos los dichos procuradores, Nos, por tal que la dicta vnión se más firme, auemos querido et ordenado, queremos et ordenamos por las presentes que dentro en término de diez días empués la data deillas, el pueblo de nuestra dicta muy noble ciudat de Pomplona o los dictos diez jurados fagan fazer vna fuert arqua de robre, en la quoal aya tres çarraias fuertes con tres claues. Et en aqueilla arqua, dentro en término de quinze días empués la data deste present nuestro priuilegio, los dictos pueblos del Burgo, Población et Nauarrería ayan a-poner todos lures priuillegios, sieillos et pendón communes, por-tal que aqueillos ensemble et en vna vnión puedan et deuan ser conseruados et goardados para vtilidat et prouecho de todo el pueblo de nuestra dicha muy noble ciudat de Pomplona, vnido como dicho es. De-las quoalles claues, la vna tendrá el cap de banc del dicto Burgo et la otra el cap de la dicha Población et la otra el cap de banc de la dicta Nauarrería. Et segunt se mudarán cada aynno los dichos cap de banques, el dicho domingo ante Sancta María de septiembre, se ayan amudar las dichas claues en cada aynno, aperpetuo. Et la dicha arqua aya a ser en la casa de la dicha Jurería.
Carlos III de Navarra, Privilegio de la Unión, cap. XVIII, 8 de septiembre de 1423
Una de las singularidades de esta prescripción real es que se trata del «primer testimonio escrito en Navarra sobre los documentos de archivo» siendo el fundamento que «explica la conservación de un importante volumen de unidades documentales anteriores a 1423, denominado en tiempos Archivo Secreto.» El primer responsable, nombrado por el monarca navarro, fue García de Senosiáin.
Tras este nuevo fuero como génesis de la creación del archivo municipal de la ciudad, las Ordenanzas para el gobierno de los pueblos del 31 de octubre de 1547, suponen una de las modificaciones posteriores ya que «regula la custodia e inventario de los documentos». En estas ordenanzas se «obligaba a los ayuntamientos a tener un arca destinada a archivo y a efectuar inventarios de los documentos que contenía» al tiempo que  impulsaron el desarrollo de la administración por escrito, al exigir libramientos, recibos, repartimientos y varios libros: dos de contabilidad, uno de pregones y mandamientos, otro de penas arbitrarias y otro destinado a copiar privilegios y escrituras de los pueblos. Este último y uno de contabilidad debían guardarse en el Arca del Concejo junto con los privilegios y escrituras del pueblo, de los que tendría que hacerse un inventario y cuya salida del arca se reglamenta con cuidado. Era la primera disposición de validez general para toda Navarra que obligaba a los ayuntamientos a tener un arca destinada a archivo y a efectuar inventarios de los documentos que contenía.» Como indica la archivera municipal Ana Hueso Pérez, «esta prescripción real, que tiene además la particularidad de ser el primer testimonio escrito en Navarra sobre la formación de archivos públicos» es la razón de peso que explica la conservación de 270 elementos documentales previos a 1423. El más antiguo, de 1129, se trata del privilegio del rey Alfonso I el Batallador concediendo el Fuero de Jaca a los francos del Burgo de San Cernin.

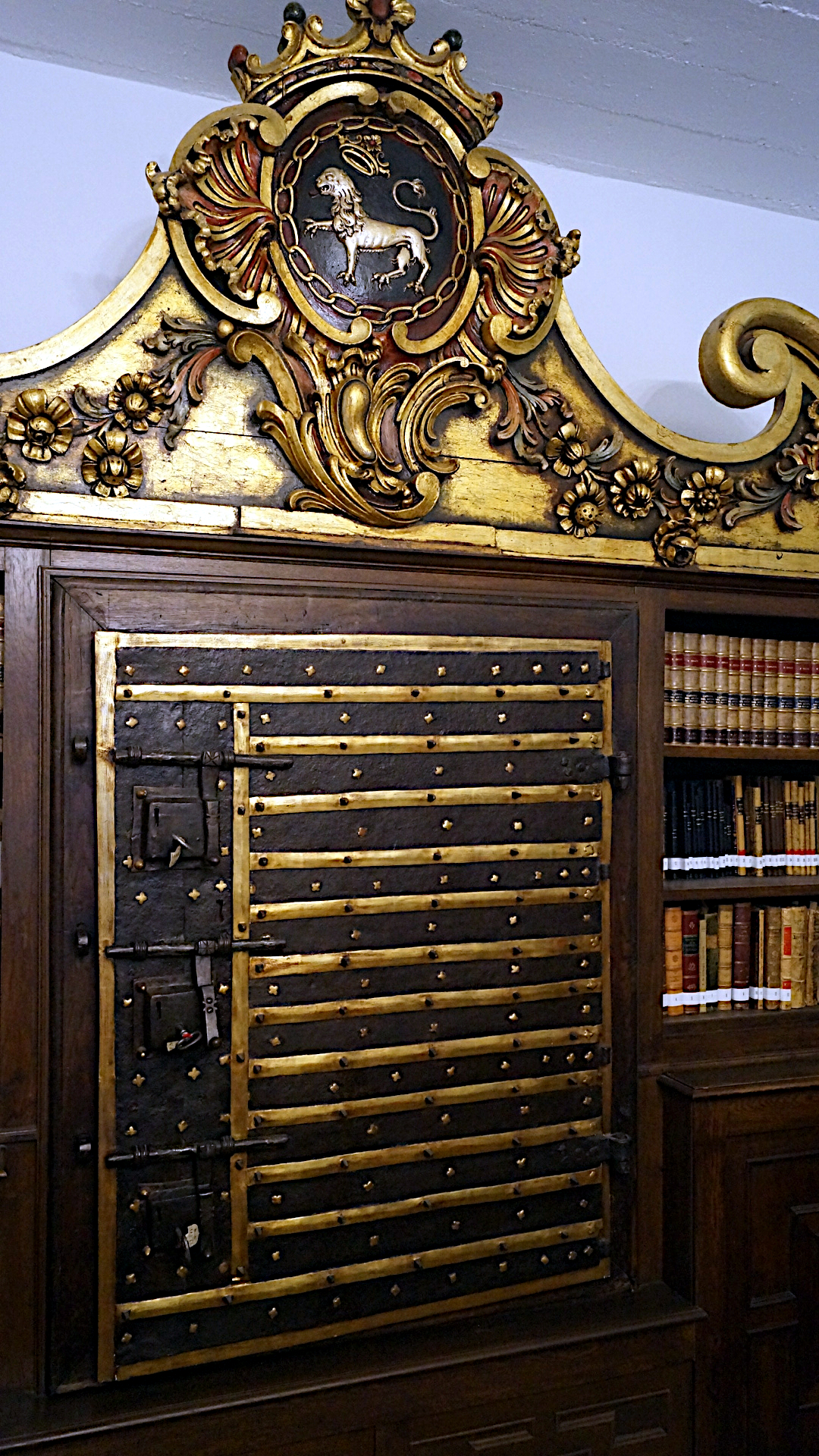
Arca de tres llaves durante muchos años utilizada para la conservación de los fondos documentales del Archivo Municipal de Pamplona.

### Creación del archivo
En la Sesión del Pleno del 8 de marzo de 1566 la corporación del "regimiento" de Pamplona adopta «acuerdo expreso para la creación del Archivo de la ciudad, encomienda que encargan al regidor Miguel de Caparroso.» El progresivo aumento de la documentación exige mayor atención para su custodia y organización, labor que realizan inicialmente los secretarios municipales hasta que su volumen haga necesario una figura con dedicación sobre la que recaiga la tarea.
En 1598 el secretario Martín de Senosiáin hace el primer «inventario de todos los Privilegios, Escrituras, Patentes y papeles de la dicha Ciudad» haciendo de su propia «mano y letra traslados fehacientes en un libro encuadernado de becerro». Para 1637, por disposición de la corporación, se elabora un nuevo inventario documental para que se «hallen con brevedad y sabiéndose dónde están.» Siendo ya una tarea inmensa el acta de la sesión del 19 de agosto de 1637 expresa que se faculta a «Miguel de Jáuregui, vecino de Pamplona, que tiene mucha noticia de los dichos papeles para que, asistiéndolo el secretario, los vean y reconozcan y pongan en forma y haya registro de ellos.»
Durante el siglo siguiente, al paso de los acontecimientos y contratiempos, se va regulando el uso del archivo y determinando su organización, actualizando los inventarios y en 1781 la actualización de los libros Becerro «en los que hace mucho tiempo, se dice, que no se habían copiado nuevos documentos, pese a la relevancia de algunos de ellos, "pues existiendo en papeles sueltos con facilidad se confunden sin poderse hallar cuando se buscan."»

## Sede
La sede del archivo está situada, desde el año 1986, en edificio del antiguo Seminario de San Juan Bautista, una construcción emblemática de la ciudad levantado en el siglo XVIII, situado en el corazón de la ciudad. Comparte el lugar con otros servicios municipales y está situado a poco distancia del consistorio pamplonés, en la calle del Mercado, muy cerca del Mercado de Santo Domingo, del Museo de Navarra y del Archivo Real y General de Navarra.
El baztanés Juan Bautista de Iturralde, marqués de Murillo el Cuende, y su esposa Manuela Munárriz fundan el 10 de septiembre de 1734 el seminario que sirve de actual sede al archivo. Mediante la compra a los PP. Predicadores del vecino convento de Santo Domingo del solar que «está contiguo al citado Convento, y por las dos partes afronta con él, y por la otra con la cuesta que se sube el Palacio Real de dicha Ciudad, y calle pública, frente al Vínculo, o Pósito de Trigo de ella (actual mercado)" se proyecta levantar el actual edificio.

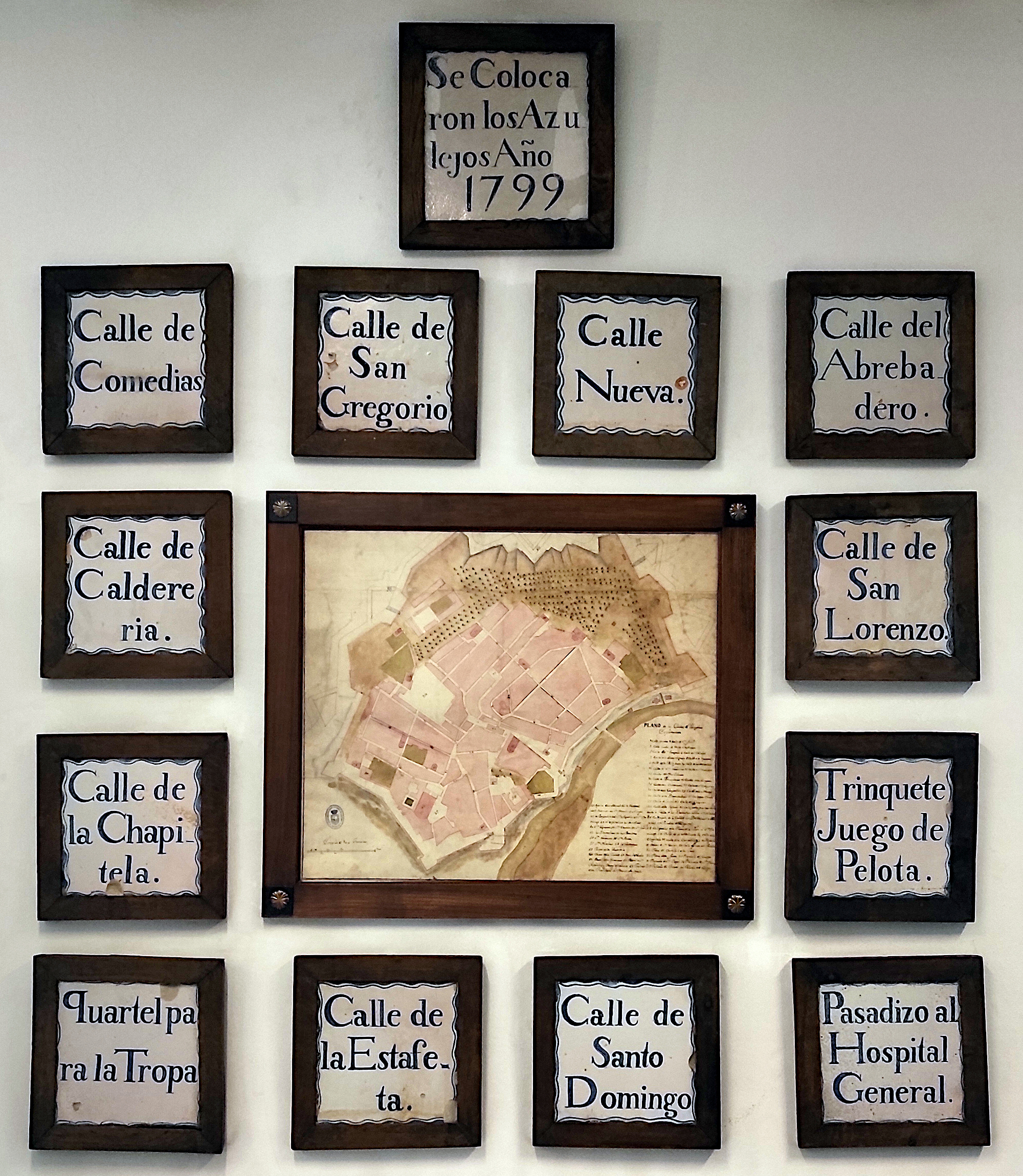
Detalle de la decoración en la Sala de consulta del Archivo Municipal de Pamplona donde se observan losas del año 1799 rotuladas con los nombres de las calles de la ciudad algunas ya desaparecidas.

## Fondos
Los contenidos albergados se dividen en histórico y administrativo.

### Documentos históricos
El documento más antiguo conservado es un Privilegio fechado en 1129, otorgado por el rey Alfonso el Batallador a los habitantes francos del Burgo de San Cernin donde recoge el Fuero de Jaca, concedido.
Las series documentales más significativas que se conservan, aunque no siempre se les ha denominado de igual manera, son:
- Fecha del documento más antiguo: 1129-01-01
- Libros de Actas del Pleno, desde 1556, con escasas lagunas.
- Reglamentos y Ordenanzas, desde 1560.
- Padrones de Habitantes, desde 1556.
- Expedientes de Propios, desde 1489.
- Mandamientos de pago, desde 1580.
- Licencias de Obras, desde 1786.
- Expedientes de Obras municipales, desde 1535.
- Expedientes de Enseñanza Pública, desde 1556.
- Expedientes de Sanidad, desde 1599
- Expedientes de Beneficencia, desde 1552
- Expedientes de Festejos, desde 1462

#### LaTabla de Pamplona: un documento histórico singular sobre métricas
Las Cortes de Navarra establecían «las medidas que tienen que tener de clavo a clavo» siendo competencia municipal velar por el cumplimiento de tales métricas. La llamada «tabla de Pamplona», elaborada a principios del siglo XVI y conservada en las dependencias municipales del archivo, «policromada y rotulada en castellano antiguo», presenta unas dimensiones de 40 cm de altura y 3,55 metros de longitud. Presenta varios clavos de hierro (a modo de topes) indicando los extremos de las llamadas «marcas de clavo a clavo» que normalizan las métricas para la pértiga, la vara, la braza y los codos.» En este caso último, hasta cinco métricas diferentes se usaban para los codos en función del material. En la aplicación textil estaba el codo de telas finas o de lujo, el codo de telas corrientes, tejidos más usuales, y el codo de telas bastas, tejidos más burdos como lienzos, sayales, márfegas o cotonados. A estos tres había que añadir otros dos: el codo de tierra, para medir un solar o una parcela, y el codo de fusta, con fines constructivos.
| Tabla de medidas "de clavo a clavo" | Tabla de medidas "de clavo a clavo"   |
| --- | ------------------------------------- |
| |                                       |
| Tabla con patrones de antiguas medidas oficiales conservada en el Archivo Municipal de Pamplona. De arriba abajo y de izquierda a derecha, se lee: |                                       |
| DESCRIPCIÓN DE LA ANTIGUA MEDIDA | EQUIVALENCIA                          |
| a) «Esta es la piertega de mesurar la tierra. Toda esta tabla del un clauo al otro. Deue ser arienço de tierra, una piertega de ancho y LXXII [cobdos] e[n] largo. Deue ser canpo de onbres a caballo, XXIIII piertegas e[n] largo y XVI en ancho. Deue ser canpo de los peones XVIII piertegas en largo y XII en ancho. Deue ser todo camino rreal II piertegas de ancho. Deue ser las cruzadas de los caminos IIII piertegas de ancho o de se[n]dero mayor. Deue ser vna piertega en a[n]cho, sender[o] mediano. Deue ser media piertega e[n] ancho sendero menor, tercera p[ar]te de la piertega e[n] ancho. La piertega deue ser VII cobdos de mesurar tierra». | 355 cm, la longitud total de la tabla |
| b) «Esta es la bara de mesurar tela de oro y plata, sedas y paños, lie[n]ços y no co[n] los cobdos adelante escriptos. Salbo de tierra y fusta, los otros cobdos se pone[n] solo por memoria de uso antiguo». | 78,5 cm                               |
| c) «ESTA ES LA BRAÇA PUESTA POR LAS CORTES A PIDIMENTO DEL REYNO DE CLABO A CLABO». | 210 cm                                |
| d) «Este es el cobdo de mesurar tierra. Deue ser la teja de cubrir las casas VII cobdo[s] e[n] largo. Deue ser la adoba vn cobdo e[n] largo y medio e[n] ancho. [D]eue ser la tapia v[n] cobdo[s] y medio de espesura.» | 50,8 cm                               |
| e) «Este es el cobdo de mesurar la fusta. Deue ser las tablas para [ha]zer las tapias VI cobdos e[n] largo y III en ancho.» | 50,2 cm                               |
| f) «Este es el cobdo de mesurar ce[n]dal y paños de oro y plata, y de todas maneras de seda». | 48 cm                                 |
| g) «Este es el cobdo de mesurar paños de lana de todas maneras». | 59 cm                                 |
| h) «Este [e]s, el cobdo de mesurar lienços y sayales, marfegas y cotonados». | 63 cm                                 |

En el Museo de Pesos y Medidas Tradicionales de Herreruela de Oropesa (Toledo) se conserva una réplica junto a otra de menores dimensiones transcritas al castellano actual. Ya en 1890, durante su discurso sobre los fundamentos matemáticos de la metrología de precisión, leído el 1 de junio ante la Real Academia de Ciencias Exactas, Físicas y Naturales, el pamplonés Francisco de Paula Arrillaga y Garro, ingeniero de montes y geógrafo, afirmaba sobre esta pieza que era un «caso digno de mención y que acredita la cultura de un pueblo y de su cabildo municipal» por «la manera cómo el Ayuntamiento de Pamplona ha mantenido con solícito esmero, y mantiene siglos há, colgados de un muro de la escalera de sus Casas Consistoriales para el uso común, los tipos antiguos de sus unidades de medida.»

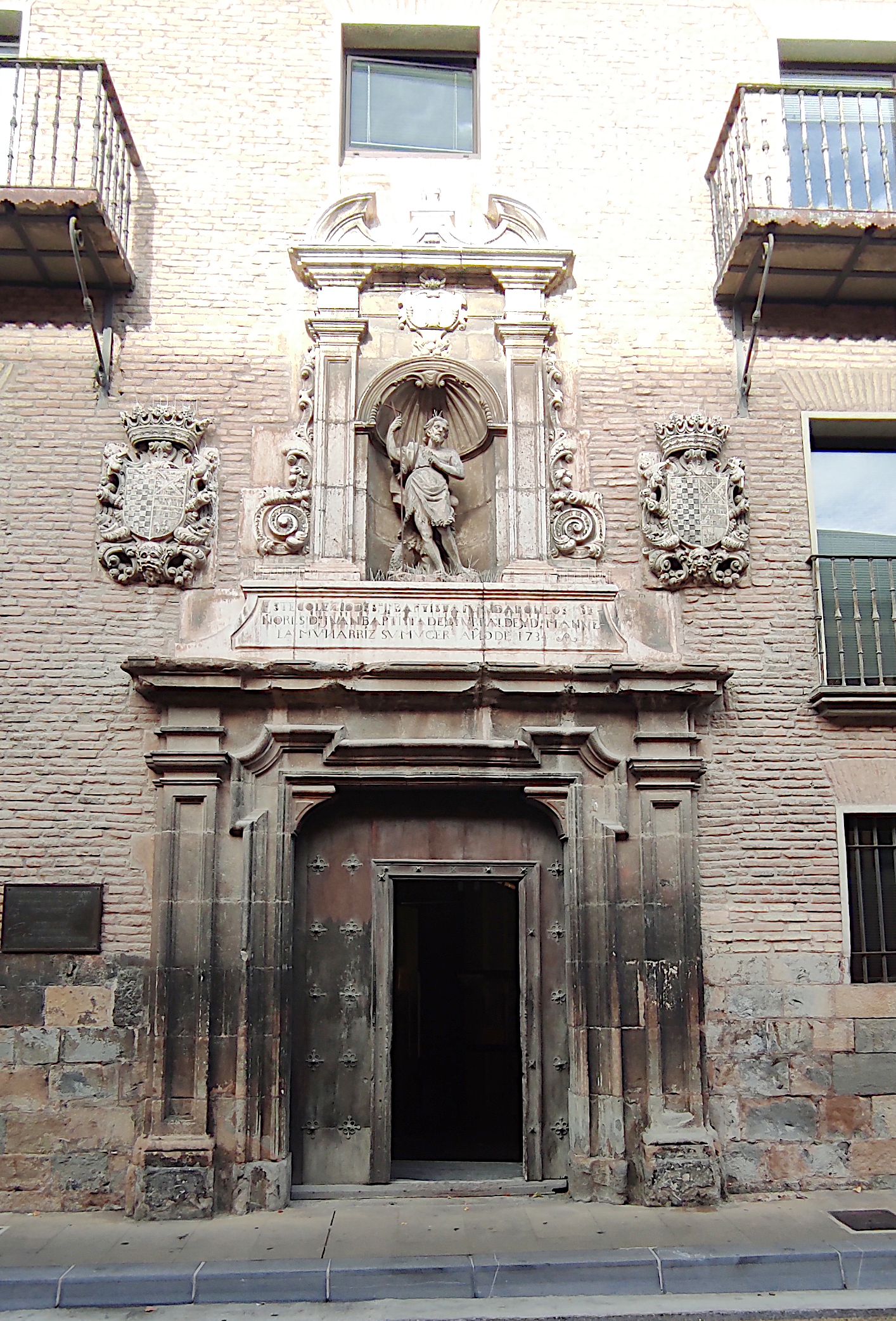
El antiguo Colegio de San Juan Bautista, del siglo XVIII, sede del Archivo Municipal de Pamplona desde 1986.

### Hemeroteca
La institución conserva un gran número de cabeceras y ejemplares de prensa histórica de Navarra hasta 1940. Ello le ha permitido aportar un centenar de títulos al proyecto de «Catalogación de Prensa Histórica Navarra hasta 1940» llevado a cabo en colaboración con las bibliotecas de la Universidad Pública de Navarra, de la Universidad de Navarra, del Archivo Real y General de Navarra y de la Biblioteca General de Navarra. Una de estas aportaciones significativas se corresponde con La Avalancha, revista ilustrada que durante más de 50 años (1895-1950) retrató gráficamente la radical transformación de la ciudad, desde el derribo de sus murallas hasta el nacimiento del Segundo Ensanche.

### Fototeca
Este fondo merece una especial mención dada su procedencia y antigüedad, la naturaleza y la morfología de sus materiales. Es una sección «dedicada a la recogida, instalación, organización, descripción, evaluación y selección, acceso y difusión del Fondo fotográfico producido por el Ayuntamiento de Pamplona, y de otros Fondos y Colecciones de carácter no municipal, considerados de interés para la historia contemporánea de Pamplona y para la historia de la técnica fotográfica y de sus autores, en un intento de poner la producción fotográfica local en el lugar que le corresponda, dentro del ámbito de la historia de la fotografía.»
Muy vinculado con la mencionada publicación de La Avalancha está fotógrafo pamplonés Aquilino García Deán, que, además de funcionario y concejal, fue director de aquella desde 1910. Su legado del fondo fotográfico cimentó esta sección que ha visto crecimiento con la incorporación de materiales de otras colecciones como la procedente de José Joaquín Arazuri, de los socios Zubieta y Retegui, fotógrafos profesionales al igual que F. Galle, otro fondo relevante, o la aportada por la Comparsa de Gigantes y Cabezudos.

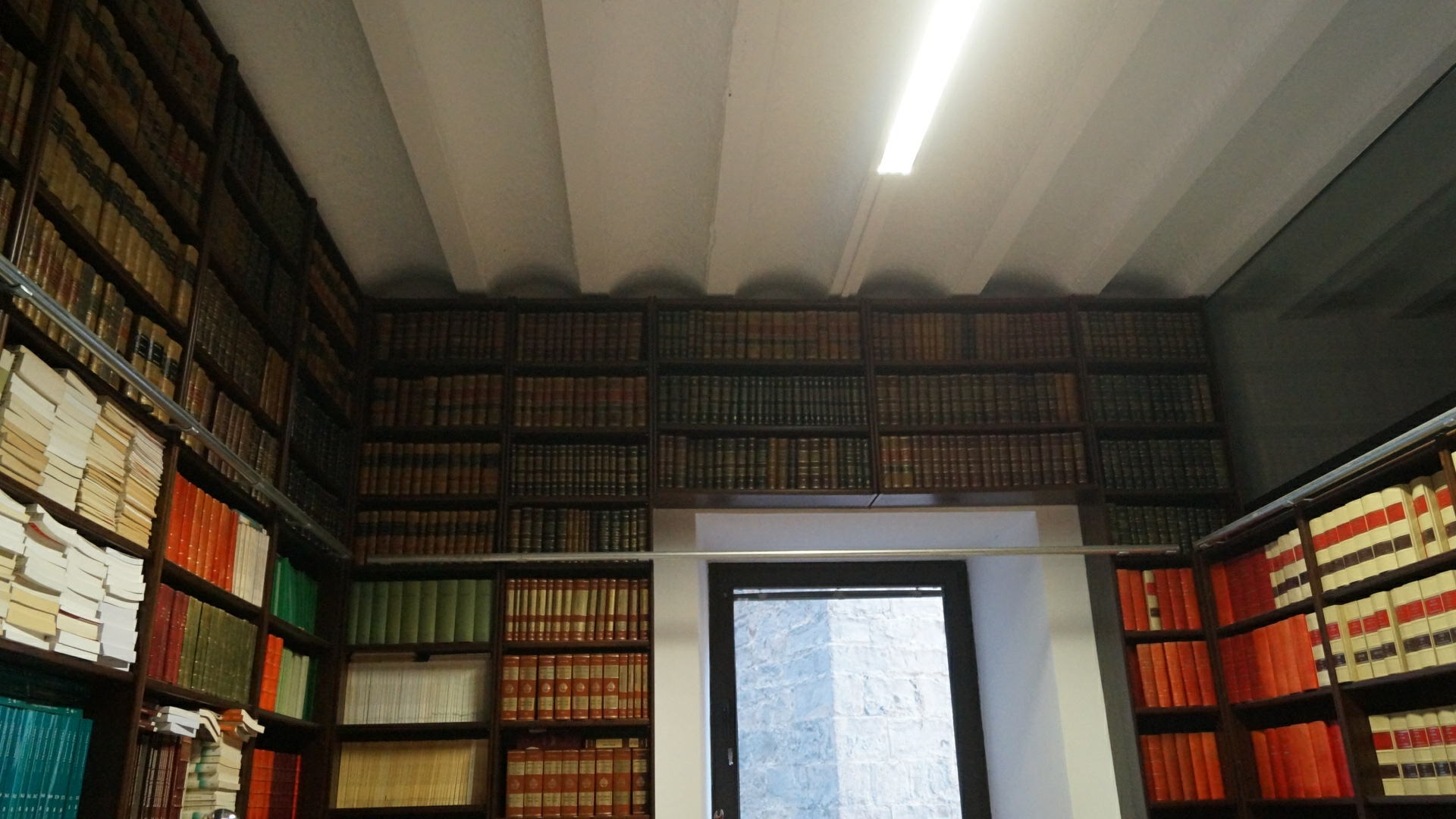
Biblioteca del Archivo Municipal de Pamplona

### Biblioteca auxiliar
Contiene una colección de obras especializadas, además de publicaciones generales, con más de siete mil volúmenes, especialmente con temas pamploneses. También custodia la biblioteca musical y los libros personales procedentes del legado testamentario de Pablo Sarasate.

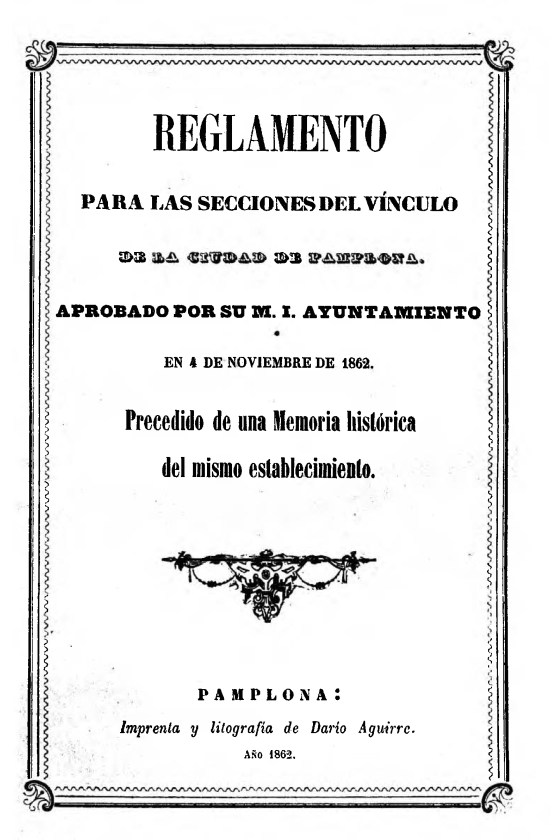
Reglamento del Vínculo de la ciudad de Pamplona, elaborado por Pablo Ilarregui, secretario municipal, y aprobado por su M.I. Ayuntamiento, en 4 de noviembre de 1862.

## Archiveros municipales
La tarea recaía en los secretarios municipales hasta que se hace necesaria dedicación exclusiva. De entre ellos destacan algunos por su especial dedicación a las tareas archivísticas como «saga» de los Urrelo iniciada por Valentín Pérez de Urrelo, secretario durante cuarenta años (1731-1773), su yerno, Joaquín López, que desarrolló una fundamental labor en la confección de índices de las Consultas desde 1556 hasta su época (dimitió en 1811) y, por último, su hijo Serafín López, cesado en 1834 por desafección a Isabel II, autor del Libro de Oro. Notas diversas útiles a los Secretarios de Ayto. de la M. N., M. L. y M. H. Cd. de Pamplona (My Noble, Muy Leal y Muy Honorable Ciudad de Pamplona).
De los secretarios municipales del siglo XIX destaca Pablo Ilarregui, liberal y erudito correspondiente de la Real Academia de la Historia y Vicepresidente de la Comisión de Monumentos Históricos y Artísticos de Navarra, que, al jubilarse en 1873 tras treinta y tres años de servicio, recibió el título de «Secretario Honorario» además del título de «Archivero y Consultor de la Corporación».
Desde 1896 han sido archiveros municipales las siguientes personas:
- Mariano Arigita y Lasa (1896-1903), archivero también de la Catedral de Pamplona y de la Diputación Foral de Navarra.
- Carlos Martínez de Ubago (1903)
- Pascasio Sagredo Larraona (1905-1906)
- Leandro Olivier Insausti (1906-1946)
- Vicente Galbete Guerendiáin (1946-1973)
- Elías Martínez de Lecea (1973-1975)
- José Luis Molins Mugueta (1975-2010)
- Ana D. Hueso Pérez (2011-act.)